# Moritz 1. af Oldenburg
Moritz 1. af Oldenburg (tysk: Moritz I. von Oldenburg), (født ca. 1145 – 1209) var greve af Oldenburg i Nordtyskland fra 1167 til 1209.

## Biografi
Moritz var søn af Grev Christian 1. af Oldenburg og hans hustru Kunigunde. Efter faderens død i 167 blev han greve af Oldenburg med sæde i byen Oldenburg. Da Moritz på dette tidspunkt endnu var mindreårig, blev det Henrik Løve, der som lensherre bestemte over Oldenburg, indtil sit fald fra magten i 1180.

## Ægteskab og børn
Moritz var gift med Salome von Hochstaden-Wickrath, der var datter af Grev Otto 2. af Wickrath. De fik følgende børn:
- Otto 1., Greve af Oldenburg (ca. 1175 – 1251)

⚭ Mechthild von Woldenberg
- Hedvig (død 1228)

⚭ Hildebold II. von Roden (død ca. 1228)
- Salome (død 1267); fra 1224 Abbedisse i Bassum
- Kunigunde (død ca. 1290)

⚭ Giselbert 2., Herre af Bronckhorst
- Christian 2., Greve af Oldenburg (død 1233)

Moritz er direkte forfader i mandslinjen til Dronning Margrethe 2. af Danmark, Kong Harald 5. af Norge og Charles, prins af Wales.